# Fabián Salvioli
Fabián Omar Salvioli (* 5. April 1963 in La Plata) ist ein argentinischer Rechtswissenschaftler, Hochschullehrer und Menschenrechtsexperte. Er ist seit 2018 UN-Sonderberichterstatter für Wahrheit, Gerechtigkeit, Wiedergutmachung und Garantien der Nichtwiederholung.

## Herkunft und Ausbildung
Fabián Salvioli ist der Sohn von Emir Salvioli, einem argentinischen Politiker und Sportfunktionär. Er erwarb einen Master in internationalen Beziehungen und promovierte in Rechtswissenschaften.

## Karriere

### Akademische Laufbahn
Fabián Salvioli ist derzeit Professor für Menschenrechte und Internationales Recht an der Facultad de Ciencias Jurídicas y Sociales der Universidad Nacional de La Plata (UNLP), an der er zwischen 2000 und 2018 das Fach Öffentliches Völkerrecht leitete. Dort ist er Direktor des Instituts für Menschenrechte. Darüber hinaus gründete und leitet er den Masterstudiengang für Menschenrechte, den ersten Abschluss dieser Art in Argentinien.
Zwischen 1998 und 2001 war er Rektor des Colegio Nacional Rafael Hernández, das der UNLP angegliedert ist.
Im Rahmen seiner internationalen Lehrtätigkeit führte er Kurse und Vorlesungen an mehr als hundert akademischen Einrichtungen in mehr als dreißig Ländern durch; darunter waren die Universitäten Paris I und Paris II, die Universität La Sapienza (Rom), die Universität Mailand oder Columbia University of New York (Vereinigte Staaten). Er leitete auch Menschenrechtsschulungen für staatliche Behörden des Staats, einschließlich der Sicherheitskräfte.

### Tätigkeiten als Menschenrechtsanwalt
Als Anwalt vertrat Salvioli Fälle vor der Interamerikanischen Kommission für Menschenrechte und dem Interamerikanischen Gerichtshof für Menschenrechte. Er war zweimal Mitglied und dreimal Präsident der Ad-hoc-Schiedsgerichte für monetäre Wiedergutmachung im Rahmen des Mechanismus zur gütlichen Beilegung von Streitigkeiten der Interamerikanischen Menschenrechtskommission.
Daneben ist er Mitglied der Generalversammlung des Internationalen Menschenrechtsinstituts in Straßburg und des Interamerikanischen Menschenrechtsinstituts San José (Costa Rica).

### Internationale Organisationen
1989 und von 1994 bis 1995 war Salvioli Präsident von Amnesty international Argentinien.
Zwischen 2009 und 2016 war er Mitglied des UN-Menschenrechtsrats, von 2015 bis 2016 war er Präsident des Gremiums. Während seiner Amtszeit verfasste er die Leitlinien für Reparationsleistungen, die der Menschenrechtsrat 2016 verabschiedete.
Am 1. Mai 2018 trat er als Nachfolger des Kolumbianers Pablo de Greiff das Amt als UN-Sonderberichterstatter zur Förderung der Wahrheit, Gerechtigkeit, Rehabilitierung und Garantie der Nichtwiederholung beim UN-Menschenrechtsrat an. 2024 wurde der durch den Kanadier Bernard Duhaime abgelöst.

## Auszeichnungen
- 2006 Ehrenmedaille von Amnesty International Argentinien
- 2008 Ehrenbürgerwürde der Stadt La Plata
- 2015 Würdigung als herausragende Persönlichkeit der Provinz Buenos Aires
- 2015 Würdigung als berühmter Alumnus der Nationalen Universität La Plata
- 2017 Honorar-Professur der Universidad de Buenos Aires[7]
- 2017 Honorar-Professur der Universidad Nacional de La Pampa, Argentinien[8]
- 2019 Ehrendoktorwürde des Instituto Universitario Puebla (Mexiko)
- 2023 Ehrendoktorwürde der Universidad Nacional de Rosario, Argentinien[9]

## Publikationen (Auswahl)
- La Constitución Argentina y los Derechos Humanos: un análisis a la luz de la reforma de 1994, MEDH, Buenos Aires, 1995
- Postulados emergentes de la jurisprudencia de la Corte Interamericana de Derechos Humanos en relación al derecho internacional público, UNLP, La Plata, 1997
- mit Guillermo Di Bernardi et al.: Derechos Humanos y Ciudadanía, Santillana Ediciones Generales, Buenos Aires, 2002
- La universidad y la educación en el siglo XXI: los derechos humanos como pilares de la nueva reforma universitaria, Instituto Interamericano de Derechos Humanos, San José (Costa Rica), 2009
- mit Zanghi, Claudio: Jurisprudencia regional comparada de derechos humanos. El Tribunal Europeo y la Corte Interamericana, Tirant lo Blanch, Valencia (Spanien), 2013
- Introducción a los derechos humanos: concepto, fundamentos, características, obligaciones del Estado y criterios de interpretación jurídica, IIRESODH, Querétaro (Mexiko), 2019
- El sistema interamericano de protección de los derechos humanos: instrumentos, órganos, procedimientos y jurisprudencia, Instituto de Derechos Constitucionales del Estado de Querétaro, Querétaro (Mexiko), 2020
- UN expert on transitional justice to review progress in Bosnia and Herzegovina 7. Dezember 2021
- La edad de la razón. El rol de los órganos internacionales de protección de los derechos humanos y el valor jurídico de sus pronunciamientos, Tirant lo Blanch, Valencia (Spanien), 2022